# Estadio Víctor Agustín Ugarte
Estadio Victor Agustín Ugarte – wielofunkcyjny stadion w Potosí, w Boliwii. Obiekt może pomieścić 35 000 widzów. Swoje spotkania rozgrywają na nim piłkarze drużyn Real Potosí oraz Nacional Potosí.